# Hedieh Tehrani
Hedieh Tehrani  (en persa: هديه تهرانی‎   , nacida el 25 de junio de 1972) es una actriz iraní. Inició su carrera actuando con Masoud Kimiai Soltan 's (1996). Por su aparición en Ghermez (Red) (1998) recibió el Crystal Simorgh a la Mejor Actriz del 17º Festival Internacional de Cine Fajr . 
Hediyeh Tehrani recibió el segundo Crystal Simorgh de su carrera en el 24º Festival Internacional de Cine Fajr, por Fireworks Wednesday. En 2006 ella apareció en la película Niwemang 's del director Bahman Ghobadi. La película recibió la Concha de Oro del 54.º Festival Internacional de Cine de San Sebastián.
La actriz fue arrestada en 2016, en el jardín central de Lala en Teherán, por hacer campaña por los derechos de los animales. La protesta se organizó después de que varios municipios iraníes sacrificaran a varios perros callejeros debido a la sobrepoblación. El arresto ha sido condenado por algunos activistas.

## Filmografía
| Año  | Película                     | Título en inglés             | Director                 |
| ---- | ---------------------------- | ---------------------------- | ------------------------ |
| 1996 | Soltan                       | "The King"                   | Masoud Kimiai            |
| 1998 | Ghermez                      | "Red"                        | Fereydoun Jeyrani        |
| 1998 | Gharibaneh                   | "As a Stranger"              | Ahmad Amini              |
| 1999 | Shokaran                     | "Hemlock"                    | Behrooz Afkhami          |
| 1999 | Siavash                      | "Siavash"                    | Saman Moghadam           |
| 1999 | Dast-haye Aloodeh            | "Dirty Hands"                | Sirus Alvand             |
| 2000 | Party                        | "The Party"                  | Saman Moghadam           |
| 2000 | Abi                          | "Blue"                       | Hamid Labkhandeh         |
| 2001 | Chatri Baraye Do Nafar       | "An Umbrella for Two"        | Ahmad Amini              |
| 2001 | Zamaneh                      | "Zamaneh"                    | Hamidreza Selahmand      |
| 2002 | Khanei Ruye Aab              | "A House Built on Water"     | Bahman Farmanara         |
| 2002 | Kaghaz-e bi-khatt            | "Unruled Paper"              | Naser Taghvai            |
| 2003 | Abadan                       | "Abadan"                     | Mani Haghighi            |
| 2003 | Donya                        | "Donya"                      | Manoochehr Mosiri        |
| 2003 | Dokhtar Irooni               | "Iranian Girl"               | Mohhammad Hossein Latifi |
| 2004 | Jaei Baraye Zendegi          | "A Place to Live"            | Mohammadreza Bozorgnia   |
| 2004 | Duel                         | "Duel"                       | Ahmad Reza Darvish       |
| 2005 | Yek Boos-e Koochooloo        | "A Little Kiss"              | Bahman Farmanara         |
| 2005 | Chashmhayam Khakestari Shod  | "My Eyes Became Gray"        | Davoud Rahmati           |
| 2005 | Shabaneh                     | "Nightly"                    | Omid Bonakdar            |
| 2005 | Be Sooye Ghoroub             | "Towards Sunset"             | Iraj Emami               |
| 2006 | Chaharshanbe Suri            | "Fireworks Wednesday"        | Asghar Farhadi           |
| 2006 | Niwemang                     | "Half Moon"                  | Bahman Ghobadi           |
| 2006 | Nasl-e Jadooyi               | "The Magic Generation"       | Iraj Karimi              |
| 2007 | To Each His Own Cinema       | "To Each His Own Cinema"     | Abbas Kiarostami         |
| 2007 | Shirin                       | "Shirin"                     | Abbas Kiarostami         |
| 2009 | Farzand-e Sobh               | "The Son of Dawn"            | Behrooz Afkhami          |
| 2010 | Haft Daghighe ta Paeez       | "Seven Minutes until Autumn" | Alireza Amini            |
| 2010 | Tehran 1500                  | "Tehran 1500"                | Bahram Azimi             |
| 2011 | Pole Choobi                  | "The Wooden Bridge"          | Mehdi Karampour          |
| 2011 | Yek Chaharshanbe Mamooli     | "An Ordinary Wednesday"      | Hassan Fathi             |
| 2012 | Ghalb-e Yakhi, Fasle 3       | "Frozen Heart, Season 3"     | Saman Moghadam           |
| 2012 | Yek Rooz Digar               | "Another Day"                | Hassan Fathi             |
| 2012 | Ashghal Haye Doost Dashtani  | "Rubbish Lovely"             | Mohsen Amiryoussefi      |
| 2015 | Adat Nemikonim               | "We do not Habitually"       | Ebrahim Ebrahimian       |
| 2017 | Bedoone Tarikh, Bedoone Emza | No Date, No Signature        | Vahid Jalilvand          |

## Premios y nominaciones
- Primer premio en el Festival Internacional de Cine Fajr, 1989
- Premio Hafez a la mejor actriz principal por Soltan, 1997
- Crystal Simorgh a la mejor actriz principal en el 17 ° Festival Internacional de Cine Fajr de Ghermez, 1998
- Premio Hafez a la mejor actriz principal por Shokaran, 1998
- Nominada a Mejor Actriz Protagónica en el Festival Three Continents por Ghermez, 1999
- Nominada a Mejor Actriz Protagónica por Shokaran en los 4th Khaneh Cinema Awards, 2000
- Nominada a Crystal Simorgh por actriz en un papel principal por Kaghaze Bi Khat, 2001
- Premio Hafiz a la mejor actriz principal por Kaghaz-e Bi Khat, 2002
- Premio Hafiz a uno de los mejores actores del cine iraní después de la revolución iraní, 2002
- Premio del Festival Internacional de Cine de Pyongyang a la mejor actriz por Party, 2002
- Crystal Simorgh a la Mejor Actriz Protagónica en el 24o Festival Internacional de Cine Fajr de Fuegos Artificiales Miércoles, 2005
- Premio House of Cinema a la mejor actriz principal por fuegos artificiales miércoles, 2005
- Nominado a Mejor escenografía y vestuario en el Festival Internacional de Teatro Fajr, 2008
- Nominada a Crystal Simorgh a mejor actriz principal por Haft Daghighe Ta Paeez (Seven Minutes to Autumn), 2009
- Nominada al premio House of Cinema a la mejor actriz principal por Haft Daghighe Ta Paeez (Seven Minutes to Autumn), 2010